# Boldu, Buzău
Boldu este o comună în județul Buzău, Muntenia, România, formată numai din satul de reședință cu același nume.

## Așezare
Comuna se află în nord-estul județului, la nord de cursul de apă ce alimentează Lacul Balta Albă. Comuna este traversată de șoseaua națională DN22, care leagă Râmnicu Sărat de Brăila.

## Demografie
Componența etnică a comunei Boldu
     Români (83,6%)
     Romi (10,25%)
     Alte etnii (0%)
     Necunoscută (6,14%)
Componența confesională a comunei Boldu
     Ortodocși (93,3%)
     Alte religii (0,46%)
     Necunoscută (6,24%)
Conform recensământului efectuat în 2021, populația comunei Boldu se ridică la 1.970 de locuitori, în scădere față de recensământul anterior din 2011, când fuseseră înregistrați 2.380 de locuitori. Majoritatea locuitorilor sunt români (83,6%), cu o minoritate de romi (10,25%), iar pentru 6,14% nu se cunoaște apartenența etnică. Din punct de vedere confesional, majoritatea locuitorilor sunt ortodocși (93,3%), iar pentru 6,24% nu se cunoaște apartenența confesională.

## Politică și administrație
Comuna Boldu este administrată de un primar și un consiliu local compus din 11 consilieri. Primarul, Marian Mărgărit[*], de la Partidul Social Democrat, este în funcție din 1996. Începând cu alegerile locale din 2024, consiliul local are următoarea componență pe partide politice:
|  | Partid                    | Consilieri | Componența Consiliului | Componența Consiliului | Componența Consiliului | Componența Consiliului | Componența Consiliului | Componența Consiliului | Componența Consiliului | Componența Consiliului | Componența Consiliului |
|  | ------------------------- | ---------- | ---------------------- | ---------------------- | ---------------------- | ---------------------- | ---------------------- | ---------------------- | ---------------------- | ---------------------- | ---------------------- |
|  | Partidul Social Democrat  | 9          |                        |                        |                        |                        |                        |                        |                        |                        |                        |
|  | Partidul Național Liberal | 2          |                        |                        |                        |                        |                        |                        |                        |                        |                        |

## Istorie
La sfârșitul secolului al XIX-lea, comuna avea doar satul de reședință, ca și acum, având 1860 de locuitori și făcând parte din plasa Gradiștea a județului Râmnicu Sărat. În comună funcționa o biserică ortodoxă fondată în 1836 de Ioan și Maria Bălăceanu, proprietarii moșiei, și o școală mixtă cu 203 elevi, fondată în 1891. În 1925, era reședința plășii Boldu a aceluiași județ, având 2480 de locuitori.

În 1950, comuna a fost inclusă în raionul Râmnicu Sărat din regiunea Buzău și apoi (după 1952) din regiunea Ploiești. În 1968, comuna Boldu a devenit parte a județului Buzău.

## Monumente istorice
Unicul obiectiv de pe teritoriul comunei Boldu clasificat în lista monumentelor istorice din județul Buzău este monumentul de arhitectură de interes local „Casa Dumitru Pâslaru”, datând din 1900.

## Personalități născute aici
- Vasile Burtea (n. 1950), profesor universitar, sociolog.